# Halo: Cryptum
Halo: Cryptum es una novela de ciencia ficción del escritor estadounidense Greg Bear ambientada en el universo de Halo, siendo el primer libro de la Trilogía Forerunner. El libro fue lanzado el 4 de enero de 2011 y es la octava novela de Halo, después de Halo: Evolutions del año 2009, una recopilación de historias cortas de varios autores. El libro fue seguido por Halo: Primordium que fue publicado posteriormente el 3 de enero de 2012.
El libro se ambienta 100 000 años antes de los eventos ocurridos en Halo: Combat Evolved, y cuenta sobre la vida de la misteriosa raza Forerunner, antiguos antepasados de la raza humana y del Covenant.

## Sinopsis
Cryptum tiene lugar en el universo de Halo y cuenta la historia de los Forerunner mucho antes de su desaparición. Gira en torno a la trayectoria de un joven Forerunner conocido como Bornstellar junto a dos humanos, Chakas y Riser, y cómo su vida cambia cuando conocen a un Forerunner de clase guerrero-siervo, el Didacta.
La historia comienza cuando el joven Bornstellar Makes Eternal Lasting, emprende un viaje al planeta Tierra, entonces llamado Erde-Tyrene. Allí conoce a los humanos Chakas y Riser, que serán sus guías durante el viaje.